# Hyophila mollifolia
Hyophila mollifolia är en bladmossart som beskrevs av Hugh Neville Dixon och Potier de la Varde 1927. Hyophila mollifolia ingår i släktet Hyophila och familjen Pottiaceae. Inga underarter finns listade i Catalogue of Life.